# Crucișor
Crucișor è un comune della Romania di 2 522 abitanti, ubicato nel distretto di Satu Mare, nella regione storica della Transilvania. 
Il comune è formato dall'unione di 3 villaggi: Crucișor, Iegheriște, Poiana Codrului.